# 华南苏铁
华南苏铁（学名：Cycas rumphii）为苏铁科苏铁属的植物。分布于印度尼西亚、新幾內亞和聖誕島，多生长于山坡杂木林中，目前尚未由人工引种栽培。

## 形態
樹幹高4至8米，最高可達15米。羽狀葉片長1.8米，小葉50至60對，長25厘米，寬5至15毫米，邊緣平或微反捲，基部下延。羽葉先端小葉漸短或突然短至數毫米，葉軸上面隆起，葉柄的兩側有刺。華南各地常用於庭園觀賞植物。

## 别名
刺叶苏铁（中国树木分类学），龙尾苏铁（海南植物志）